# 拜伦·丁金斯
拜伦·斯图尔特·丁金斯（英語：Byron Stewart Dinkins，1967年6月15日—），美国NBA联盟前职业篮球运动员。